# Dante Spinotti
Dante Spinotti, né le 22 août 1943 à Tolmezzo (Province d'Udine, Frioul-Vénétie Julienne), est un directeur de la photographie italien.
Partageant sa carrière entre l'Italie et les États-Unis, il est membre de l'AIC et de l'ASC.

## Biographie
Dante Spinotti débute comme chef opérateur à la télévision, sur un documentaire et une mini-série italiens, tous deux diffusés en 1968. Au cinéma, ses deux premiers longs métrages (italiens) à ce poste sortent en 1981. Il effectue une partie de sa carrière aux États-Unis, à partir de trois films sortis en 1986 (ex. : Le Sixième Sens de Michael Mann, avec lequel il collabore sur quatre autres films à ce jour, dont Heat en 1995, avec Robert De Niro et Al Pacino).
Il collabore également avec les réalisateurs Ermanno Olmi (deux films, dont La Légende du saint buveur en 1988, avec Rutger Hauer et Anthony Quayle), Michael Apted (quatre films, dont Nell en 1994, avec Jodie Foster et Liam Neeson), Giuseppe Tornatore (Marchand de rêves en 1995, avec Sergio Castellitto), Curtis Hanson (deux films, dont L.A. Confidential en 1997, avec Kevin Spacey et Russell Crowe), Brett Ratner (cinq films, dont Family Man en 2000, avec Nicolas Cage et Téa Leoni), Roberto Benigni (Pinocchio en 2002, avec le réalisateur dans le rôle-titre et Nicoletta Braschi), entre autres. Son dernier film à ce jour est Le Casse de Central Park de Brett Ratner (avec Ben Stiller et Eddie Murphy), sorti en 2011.
Dante Spinotti obtient dans sa catégorie diverses distinctions — voir la sélection ci-dessous —, dont le Ruban d'argent (gagné deux fois), le Prix David di Donatello (également gagné deux fois), ou encore le British Academy Film Award de la meilleure photographie (gagné en 1993, pour Le Dernier des Mohicans de Michael Mann, avec Daniel Day-Lewis et Madeleine Stowe).
Notons encore qu'il apparaît comme acteur (des petits rôles) dans deux films américains, Frankie et Johnny de Garry Marshall en 1991, avec Michelle Pfeiffer et Al Pacino, puis Manipulation en 2008, avec Hugh Jackman et Ewan McGregor.

## Filmographie partielle
Comme directeur de la photographie, sauf mention contraire ou complémentaire

### Au cinéma
- 1981 : Il minestrone de Sergio Citti
- 1981 : La Désobéissance (La disubbidenzia) d'Aldo Lado
- 1983 : Le Quatuor Basileus (Il quartetto Basileus) de Fabio Carpi
- 1983 : Le Songe d'une nuit d'été (Sogno di una notte d'estate) de Gabriele Salvatores
- 1983 : Le Choix des seigneurs (I paladini - Storia d'armi e d'amori) de Giacomo Battiato
- 1984 : Sotto.. sotto.. strapazzato da anomala passione de Lina Wertmüller
- 1984 : Les Plaisirs interdits (Fotografando Patrizia) de Salvatore Samperi
- 1985 : Berlin Affair (The Berlin Affair) de Liliana Cavani
- 1986 : Crimes du cœur (Crimes of the Heart) de Bruce Beresford
- 1986 : Le Sixième Sens (Manhunter) de Michael Mann
- 1987 : Un sketch (Aria), film à sketches, segment Die tote Stadt de Bruce Beresford
- 1987 : From the Hip de Bob Clark
- 1988 : Au fil de la vie (Beaches) de Garry Marshall
- 1988 : Illégalement vôtre (Illegally Yours) de Peter Bogdanovich
- 1988 : La Légende du saint buveur (La leggenda del santo bevitore) d'Ermanno Olmi
- 1988 : Mamba de Mario Orfini
- 1989 : Les Eaux printanières (Torrents of Spring) de Jerzy Skolimowski
- 1990 : Cellini, l'or et le sang (Una vita scellerata) de Giacomo Battiato
- 1990 : Étrange Séduction (The Comfort of Strangers) de Paul Schrader
- 1991 : Hudson Hawk, gentleman et cambrioleur (Hudson Hawk) de Michael Lehmann
- 1991 : Frankie et Johnny (Frankie and Johnny) de Garry Marshall (+ acteur : petit rôle non crédité)
- 1991 : True Colors d'Herbert Ross
- 1992 : Le Dernier des Mohicans (The Last of the Mohicans) de Michael Mann
- 1993 : La fin est connue (La fine è nota) de Cristina Comencini
- 1993 : Il segreto del bosco vecchio d'Ermanno Olmi
- 1994 : Nell de Michael Apted
- 1994 : Blink de Michael Apted
- 1995 : Heat de Michael Mann
- 1995 : Mort ou vif (The Quick and the Dead) de Sam Raimi
- 1995 : Marchand de rêves (L'uomo delle stelle) de Giuseppe Tornatore
- 1996 : Leçons de séduction (The Mirror has Two Faces) de Barbra Streisand
- 1997 : L.A. Confidential de Curtis Hanson
- 1999 : Révélations (The Insider) de Michael Mann
- 1999 : L'Autre Sœur (The Other Sister) de Garry Marshall
- 1999 : Goodbye Lover de Roland Joffé
- 2000 : Family Man (The Family Man) de Brett Ratner
- 2000 : Wonder Boys de Curtis Hanson
- 2001 : Bandits de Barry Levinson
- 2002 : Pinocchio de Roberto Benigni
- 2002 : Dragon rouge (Red Dragon) de Brett Ratner
- 2004 : Coup d'éclat (After the Sunset) de Brett Ratner
- 2006 : X-Men : L'Affrontement final (X-Men : The Last Stand) de Brett Ratner
- 2006 : Le Contrat (The Contract) de Bruce Beresford
- 2007 : Slipstream d'Anthony Hopkins
- 2008 : Manipulation (Deception) de Marcel Langenegger (+ acteur : petit rôle)
- 2008 : Un éclair de génie (Flash of Genius) de Marc Abraham
- 2009 : Public Enemies de Michael Mann
- 2009 : Jeux de pouvoir (State of Play) de Kevin Macdonald (prises de vues additionnelles)
- 2010 : Production Coordinator de Michael Apted
- 2010 : Le Monde de Narnia : L'Odyssée du Passeur d'Aurore (The Chronicles of Narnia : The Voyage of the Dawn Treader) de Michael Apted
- 2011 : Le Dernier des Templiers (Season of the Witch) de Dominic Sena (prises de vues additionnelles)
- 2011 : Le Casse de Central Park (Tower Heist) de Brett Ratner
- 2015 : I Saw the Light de Marc Abraham
- 2018 : Ant-Man et la Guêpe (Ant-Man and the Wasp) de Peyton Reed
- 2020 : Fatale de Deon Taylor
- 2024 : Le Flic de Beverly Hills : Axel F. (Beverly Hills Cop: Axel F) de Mark Molloy
- 2025 : The Alto Knights de Barry Levinson

### À la télévision
- 1972 : I nicotera, mini-série de Salvatore Nocita
- 1982 : La pietra di Marco Polo, série d'Aldo Lado
- 1983 : Le ambizioni sbagliate, téléfilm de Fabio Carpi
- 2005 : Prison Break, série, Saison 1, épisode 1 La Grande Évasion (Pilot) de Brett Ratner
- 2008 : Blue Blood, téléfilm de Brett Ratner
- 2011 : Chaos, série, Saison 1, épisode 1 Pilot de Brett Ratner

## Distinctions (sélection)

### Nominations
- Oscar de la meilleure photographie :
  - En 1998, pour L.A. Confidential ;
  - Et en 2000, pour Révélations.
- British Academy Film Award de la meilleure photographie :
  - En 1998, pour L.A. Confidential.
- Prix David di Donatello du meilleure directeur de la photographie :
  - En 1996, pour Marchand de rêves ;
  - Et en 2003, pour Pinocchio.

### Récompenses
- British Academy Film Award de la meilleure photographie :
  - En 1993, pour Le Dernier des Mohicans.
- Prix David di Donatello du meilleure directeur de la photographie :
  - En 1989, pour La Légende du saint buveur ;
  - Et en 1994, pour Il segreto del bosco vecchio.
- Ruban d'argent de la meilleure photographie :
  - En 1996, pour Marchand de rêves ;
  - Et en 2000, pour Révélations.